# 그노시스
그노시스는 '지식'을 뜻하는 그리스어의 일반 명사(γνῶ, gnô, f.)다. 이 용어는 다양한 헬레니즘 종교와 철학에서 사용된다. 영지주의로부터 가장 잘 알려져 있는데, 여기서 그것은 인간의 본성에 대한 지식이나 통찰력 자체를 신으로 표현하며, 이는 개인에게 인류 본연의 신성한 불꽃을 전달하여 지구적 존재의 제약으로부터 해방시킨다.

## 어원
그노시스는 '지식'이나 '인식'을 의미하는 그리스어 여성 명사이다. 광범위한 지혜 또는 지식보다는 독일어 케넨(Kennen)과 같이 개인적인 앎을 뜻한다.
관련 용어는 고대 그리스어에서 상당히 흔한 형용사 '인지(gnostikos)'이다. 이 용어는 플라톤의 작품에서 신비주의적이고 난해하거나 숨겨진 의미를 나타내는 것으로 보이지 않고, 대신 재능과 유사한 일종의 높은 지능과 능력을 표현했다.

## 같이 보기
- 구경각
- 노에마
- 반야
- 발렌티누스 (영지주의)